# Lengyel Géza (botanikus)
Lengyel Géza, született Lemberger Géza (Salgótarján, 1884. december 23. – Budapest, 1965. június 4.) botanikus, agrobotanikus, a biológiai tudomány kandidátusa, a Magyar Tudományos Akadémia levelező tagja. Florisztikai, növényföldrajzi, növényanatómiai és rendszertani kutatásai mellett életműve jelentőségéhez hozzájárultak vetőmagvizsgálatai, továbbá a méhészeti növénytan magyarországi megalapozására irányuló törekvései.

## Életútja
Lemberger Miksa hivatalnok és Berger Mária gyermekeként született. A fővárosban végezte alap- és középfokú tanulmányait, botanikai, zoológiai és földrajzi bölcsészdoktori oklevelét pedig 1907-ben szerezte meg a Budapesti Tudományegyetemen. Már 1904-től Mágócsy-Dietz Sándor mellett dolgozott gyakornokként az egyetem növénytani intézetében, ahol 1907-ben tanársegéddé lépett elő. 1908-tól Degen Árpád meghívására a Budapesti Vetőmagvizsgáló Állomás munkatársa, asszisztense, adjunktusa, főadjunktusa, majd 1937-től mezőgazdasági kísérletügyi igazgatója volt 1940-ig, amikor saját kérésére nyugdíjazták. Ezzel párhuzamosan 1929-től a vetőmagismeret és -vizsgálat magántanárként oktatott a Pázmány Péter Tudományegyetem közgazdaság-tudományi karán, 1934 után pedig a Királyi József Nádor Műszaki és Gazdaságtudományi Egyetemen.
1945-ben reaktiválta magát, amikor a Magyar Agrártudományi Egyetem mezőgazdasági növénytani tanszékének vezetőjévé nevezték ki egyetemi tanári címmel. 1949-ben kényszernyugdíjazták, ekkor botanikai kutatásaival teljesen felhagyott, de 1953-ban még megvédte a biológiai tudomány kandidátusa címet.

## Munkássága
Elsősorban florisztikai kutatásokkal foglalkozott, de botanikai munkássága növényföldrajzi, növényanatómiai és rendszertani kérdésekre egyaránt kiterjedt. Gyakran járt növénytani gyűjtőutakon a Dinári-hegységben és az Alacsony-Tátrában, de az egész magyarországi flóra kiváló ismerője volt. Részt vett Degen Árpád velebiti flórakutatásában, kiegészítette és sajtó alá rendezte a Flora Velebitica három kötetét (1936–1938). Közreműködött a magyarországi perjevirágúak (Poales) – azokon belül a sásfélék (Cyperaceae), szittyófélék (Juncaceae), gyékényfélék (Typhaceae) és a békabuzogányok (Sparganium) – összegyűjtésében és tizennégy kötetesre rúgó exsiccatumuk elkészítésében. Gyűjtőútjai eredményeként létrejött, hetvenkét köteges magánexsiccatuma a Magyar Természettudományi Múzeum növénytárába került. Behatóan vizsgálta a hölgymálok nemzetségének (Hieracium) növényföldrajzi elterjedését. Tanulmányozta a poloskamagfajok (Corispermum) és a Camphorosma nemzetségbe tartozó disznóparéjfajok anatómiáját, és fontos eredményeket ért el egyes vitatott növénynemzetségek rendszertani besorolásában is (pl. Centaurea, Knautia, Dianthus, Veronica).
Agrobotanikai munkássága főként a gabona- és takarmányfélék vetőmagvizsgálatára, a búza (Triticum), a lóhere (Trifolium) és a lucerna (Medicago) vetési tulajdonságainak kutatására, a vetőmagtermesztés agrotechnikai fejlesztésére irányult. Jelentősen hozzájárult a méhészeti növénytan magyarországi megalapozásához, foglalkozott a méhjárás szempontjából fontos mézelő növények élettani és anatómiai kérdéseivel, a mesterséges méhlegelő növénybetelepítési eljárásaival.
1934-ben a Magyar Botanikai Lapok szerkesztője volt, 1937-től 1947-ig pedig a Botanikai Közlemények című szakfolyóiratot szerkesztette.

### Társasági tagságai és elismerései
1947-ben a Magyar Tudományos Akadémia levelező tagjává választották, de 1949-ben tanácskozó taggá minősítették, és tagságát csak posztumusz, 1989-ben állították vissza. 1925-től 1934-ig a Magyar Természettudományi Társulat növénytani szakosztályának jegyzője, 1934-től 1937-ig alelnöke volt. 1931-ben az Országos Méhészeti Egyesület tiszteletbeli tagjává választották.

## Főbb művei
- A magyar lucernamag származási vizsgálata. Budapest. 1929
- A magyar vetőmagvizsgálat: Magyarország vetőmagtermesztése és vetőmagkereskedelme. Budapest. 1930
- Külföldi lóherevetőmag. Budapest. 1931
- Degen Árpád emlékezete (1866–1934). Pécs. 1936
- A búza gyommagvai és a gabonaszemek növényi betegségei. Budapest. 1937
- Méhek és virágok. Budapest. 1943

## További irodalom
- Kárpáti Zoltán: Géza Lengyel 1884–1965. In: Acta Agronomica XV. 1965
- Kárpáti Zoltán: Lengyel Géza emlékezete. In: Botanikai Közlemények 1967
- Barthodeiszky András: Emlékezés Lengyel Gézára születésének 100. évfordulóján. In: Növénytermesztés 1984